# Deutscher Theaterpreis Der Faust
Der Deutsche Theaterpreis Der Faust (Eigenschreibweise: Deutscher Theaterpreis DER FAUST) wird seit 2006 als nationaler Theaterpreis jährlich verliehen. Der Faust ist ein Preis von Theaterschaffenden für Theaterschaffende und ehrt herausragende künstlerische Leistungen, die die Vielfalt der Theaterlandschaft in Deutschland widerspiegeln. Er wird veranstaltet vom Deutschen Bühnenverein und der Deutschen Akademie der Darstellenden Künste in Kooperation mit der Kulturstiftung der Länder sowie gefördert durch die Stadt und das jeweilige Bundesland, in dem die Verleihung stattfindet. Veranstaltungspartner ist jedes Jahr ein anderes Mitgliedstheater des Deutschen Bühnenvereins. Medienpartner sind 3sat und Die Deutsche Bühne. Die Faust-Trophäe entwarf der österreichische Bühnenbildner Erich Wonder.
Die Preisträgerinnen und Preisträger werden jedes Jahr in einem mehrstufigen Auswahlverfahren von zwei verschiedenen Jurys ermittelt: der "Nominierten-Jury" und der "Preisträger-Jury". Die Zusammensetzung der Jury-Mitglieder variiert in den einzelnen Jahren, da jede Position maximal drei Jahre besetzt werden kann. Die Mitglieder der Nominierten-Jury bestimmen aus allen eingereichten Vorschlägen in jeder Kategorie jeweils drei Künstlerinnen und Künstler oder Teams als Nominierte. Sie konstituiert sich bereits vor Initiierung des Vorschlagverfahrens und besteht aus den Mitgliedern des Künstlerischen Ausschuss des Deutschen Bühnenvereins sowie den vom Bühnenverein und der Akademie der Darstellenden Künste benannten Berichterstatter, die im Bereich der darstellenden Künste tätig sind. Die Preisträger kürt eine siebenköpfige Jury, die von der Deutschen Akademie der Darstellenden Künste benannt wurde. Bei der Jurysitzung wird zuerst über alle Nominierungen diskutiert. In einer Abstimmung – bei der das Mehrheitsprinzip gilt – werden dann die Preisträger ermittelt.

## Kategorien
Der Preis wird seit 2022 in 12 Kategorien vergeben und ist undotiert. Darüber hinaus können zwei Sonderpreise verliehen werden: Der „Preis für das Lebenswerk“ und der „Perspektivpreis der Länder“ für zukunftsweisende künstlerische oder kulturpolitische Projekte.
Kategorien
- Darsteller
  - Tanz
  - Schauspiel
  - Musiktheater
  - Theater für junges Publikum
- Inszenierung
  - Tanz
  - Schauspiel
  - Musiktheater
  - Theater für junges Publikum
- Raum
- Ton und Medien
- Kostüm
- Genrespringer

Sonderpreise
- Preis für das Lebenswerk
- Perspektivpreis der Länder

## Preisverleihungen
(Quelle: )
- Faustverleihung 2006 in Nordrhein-Westfalen (Essen), Moderation: Rufus Beck
- Faustverleihung 2007 in Bayern (München), Moderation: Peter Jordan und Bernd Moss
- Faustverleihung 2008 in Baden-Württemberg (Stuttgart), Moderation: Wiebke Puls und Bernd Moss
- Faustverleihung 2009 in Rheinland-Pfalz (Mainz), Moderation: Inga Busch und Gustav Peter Wöhler
- Faustverleihung 2010 in Nordrhein-Westfalen (Essen), Moderation: Samuel Finzi und Wolfram Koch
- Faustverleihung 2011 in Hessen (Frankfurt), Moderation: Michael Quast
- Faustverleihung 2012 in Thüringen (Erfurt), Moderation: Dominique Horwitz
- Faustverleihung 2013 in Berlin, Moderation: Peter Jordan
- Faustverleihung 2014 in Hamburg, Moderation: Ulrich Matthes
- Faustverleihung 2015 in Saarbrücken, Moderation: Bernd Moss
- Faustverleihung 2016 in Freiburg, Moderation: Milan Peschel
- Faustverleihung 2017 in Leipzig, Moderation: Christian Friedel
- Faustverleihung 2018 in Regensburg, Moderation: Genija Rykova
- Faustverleihung 2019 in Kassel, Moderation: Wiebke Puls
- Faustverleihung 2020 per Video, Moderation: Seyneb Saleh und Michael Kupfer-Radecky
- Faustverleihung 2021 ausschließlich digital im Live-Stream
- Faustverleihung 2022 in Nordrhein-Westfalen (Düsseldorf)
- Faustverleihung 2023 in Hamburg
- Faustverleihung 2024 im Theater Altenburg Gera
- Faustverleihung 2025 im Theaterhaus Stuttgart